# Laura & Paola
Laura & Paola è stato un programma televisivo musicale con la conduzione della cantante Laura Pausini e dell'attrice Paola Cortellesi in onda in prima serata su Rai 1 dal 1º aprile al 15 aprile 2016 per 3 puntate, in diretta dal Teatro 7 Studios di Roma in Via Tiburtina.

## Il programma
Lo show è articolato in tre spettacoli tematici di Laura Pausini e Paola Cortellesi dove la vita di due star, ma soprattutto di due donne come tante, diventa spettacolo. In ogni puntata si intrecceranno storie di vita personale, tra performance musicali, monologhi e sketch comici, dove Laura e Paola sono affiancate da grandi volti del cinema, della musica e della televisione.

## Ascolti
| Puntata | Messa in onda  | Telespettatori | Share  | Ospiti |
| ------- | -------------- | -------------- | ------ | --- |
| 1       | 1º aprile 2016 | 5 786 000      | 24,09% | Andrea Bocelli, Fabio De Luigi, Marco Mengoni, Noemi, Raoul Bova, Rosario Fiorello e Paolo Fox                                                                           |
| 2       | 8 aprile 2016  | 4 931 000      | 20,86% | Kevin Costner, Luca Zingaretti, Franco Di Mare, Giuliano Sangiorgi, Claudio Santamaria, Negramaro, Francesca Michielin, Claudia Gerini, Margherita Buy e Fabrizio Frizzi |
| 3       | 15 aprile 2016 | 4 279 000      | 19,55% | Biagio Antonacci, Eros Ramazzotti, Arisa, Elio e le Storie Tese, Stefano Accorsi, Giuseppe Fiorello, Franca Leosini, Gabriella Pession e Paolo Fox                       |
| Media   | Media          | 4 998 000      | 21,50% | |

## Riconoscimenti
Con Laura & Paola nel 2016 a Roma, Laura Pausini riceve il Premio Regia Televisiva nella categoria Personaggio rivelazione.
Risulta al quinto posto nella top 10 dei programmi migliori dell’anno al Premio Regia Televisiva.